# Pilis (Film)
Pilis (litauisch „(das) Schloss“, internationaler englischsprachiger Titel The Castle) ist ein Coming-of-Age-Film von Lina Lužytė. Es handelt sich um eine irisch-litauische Koproduktion.

## Handlung
Die 13-jährige Monika ist eine leidenschaftliche Sängerin und stammt aus Litauen. Sie lebt gemeinsam mit ihrer Mutter Jolanta, einer professionellen Pianistin, in einem Vorort von Dublin. Wie auch die anderen in der Nachbarschaft hat Jolanta einen Job in einer örtlichen Fischfabrik annehmen müssen, denn ihre Mutter, die an Demenz leidet und deren Verhalten daher völlig unkontrollierbar geworden ist, benötigt rund um die Uhr Pflege. 
Monika will weiterhin mit ihrer Mutter musizieren, denn sie ist überzeugt, dass sie eines Tages groß rauskommen werden. Nachdem sie einen Auftritt bei einer Beerdigung hatten, werden sie von dem Musikimpresario Liam Maguire eingeladen, ein einstündiges Konzert in „The Castle“ zu geben, einem prestigeträchtigen Veranstaltungsort unweit der irischen Hauptstadt. Die pragmatische Jolanta jedoch verkauft ihr Klavier und erklärt ihrer Tochter, dass sie das Angebot ablehnen werde. Monika hingegen glaubt, dass dies die großartige Gelegenheit sein könnte, auf die sie lange gewartet hat. Daher entwickelt sie einen verrückten Plan: Um an die 100 Euro zu kommen, die es kostet, ein Klavier zu leihen, entführt sie ihre eigene Großmutter, versteckt diese in einer nahe gelegenen Wohnung und verlangt von Jolanta ein Lösegeld.

## Produktion
Regie führte Lina Lužytė, die auch das Drehbuch schrieb. Es ist der dritte Film der litauischen Regisseurin nach ihrem Dokumentarfilm Igrushki aus dem Jahr 2012 und ihrem ersten Spielfilm, einem Thriller mit dem Titel Together for Ever aus dem Jahre 2015.
Die Hauptrolle von Monika wurde mit der Nachwuchsschauspielerin Barbora Bareikytė besetzt. Gabija Jaraminaitė-Ryškuvienė spielt ihre Mutter Jolanta, Jūratė Onaitytė Monikas Großmutter und Frank Melia den Musikimpresario Liam Maguire.
Als Kameramann fungierte Michael Lavelle.
Ab 10. Juli 2020 wurde Pilis beim Galway Film Fleadh vorgestellt. Anfang November 2020 wurde er bei den Nordischen Filmtagen Lübeck gezeigt.

## Rezeption
Davide Abbatescianni vom Online-Filmmagazin Cineuropa schreibt in seiner Kritik, auch wenn die Prämisse so klinge, als hätte diese ein großes Potenzial für eine Komödie, schwanke der gesamte Film zwischen einer Coming-of-Age-Geschichte und einem Psychodrama. Die solide Charakterentwicklung und die organische Entwicklung der Handlung vermittelten dem Zuschauer ein tiefes Gefühl von Elend und Melancholie. Die schauspielerischen Leistungen der drei Hauptdarsteller trügen dazu bei, der Erzählung große Tiefe zu verleihen. So würden die unvorhersehbaren Reaktionen der Großmutter, Jolantas Verzweiflung und Monikas große Entschlossenheit von Jūratė Onaitytė, Gabija Jaraminaitė-Ryškuvienė und Barbora Bareikytė lobenswert dargestellt. Insgesamt versuche Lina Luzyte mit ihrem Film das Coming-of-Age-Genre reifer zu erkunden, es gebe nur wenig Raum für Süße oder Zärtlichkeit, und erwachsen zu werden bedeute hier einfach, sich der Brutalität der Realität zu stellen, so Abbatescianni. Monika sei sich bewusst, dass niemand kommen wird, um sie zu retten, sie keine Wunder erwarten darf und dass es Dinge gibt, die außerhalb ihrer Kontrolle liegen. Diese harten Lehren könnten die gesamte Moral des Films zusammenfassen, und Monika müsse diese so schnell wie möglich verinnerlichen.